# Брабазон, Реджинальд, 12-й граф Мит
Реджинальд Брабазон, 12-й граф Мит (англ. Reginald Brabazon, 12th Earl of Meath; 31 июля 1841 — 11 октября 1929) — англо-ирландский пэр, политик и филантроп. Он носил титул учтивости — виконт Брабазон с 1851 по 1887 год.

## Происхождение и образование
Реджинальд Брабазон родился 31 июля 1841 года в старинной англо-ирландской семье в Лондоне. Второй сын Уильяма Брабазона, 11-го графа Мита (1803—1887), и Гарриот Брук (? — 1898). Он получил образование в Итонском колледже и в 1863 году стал клерком в министерстве иностранных дел Великобритании.

## Биография
Реджинальд Брабазон служил дипломатом за границей, но отказался ехать в Афины в 1873 году, чтобы угодить своим родственникам. Ему и его жене не нужно было работать, поэтому они решили заняться «социальными проблемами и облегчением человеческих страданий». В число его благотворительных организаций входила Ассоциация столичных общественных садов, которую он основал в 1882 году. Ассоциация создала общественные парки и сады в Лондоне . Граф и его жена арендовали парк Оттершоу с 1882 по ноябрь 1883 года у сэра Эдварда Колбрука. В 1883 году он был главным шерифом графства Уиклоу.
26 мая 1887 года после смерти своего отца Реджинальд Брабазон унаследовал титулы 12-го графа Мита (Пэрство Ирландии), 3-го барона Чауорта из Итон-Холл в графстве Херефордшир (Пэрство Соединённого королевства) и 13-го барона Арди из графства Лаут (Пэрство Ирландии), став членом Палаты лордов Великобритании.
Лорд Мит был также видным консервативным политиком в Палате лордов как барон Чауорт и ярым империалистом и был ответственным за введение Дня Империи, который был признан британским правительством в 1916 году.
Член совета Лондонского графства, Тайного совета Ирландии и Сената Южной Ирландии. Он также был главным комиссаром скаутов Ирландии.
В 1902-1906 годах — канцлер Королевского университета Ирландии. Мировой судья графства Дублин и графства Уиклоу.
Кавалер Ордена Святого Патрика (1902), кавалер Большого креста Ордена Британской империи (1920), кавалер Большого креста Королевского Викторианского ордена (1923), кавалер Ордена Святого Иоанна.
Лорд Мит имел чин почетного полковника 5-го батальона Королевских дублинских стрелков.
Лорд Мит скончался 11 октября 1929 года в возрасте 88 лет. Ему наследовал его старший сын, Реджинальд ле Норманд Брабазон, 13-й граф Мит.
Лорд Мит похоронен на кладбище приходской церкви Ирландской церкви в небольшой деревне Делгани, графство Уиклоу, Ирландия, вместе с женой и сыном. В Кумбе, Дублин, есть несколько улиц и площадей, названных в его честь: Реджинальд-стрит, Реджинальд-сквер и Брабазон-сквер. Мит-Гарденс в Бетнал-Грин, открытый как общественный парк в 1894 году усилиями Столичной ассоциации общественных садов, назван в его честь.

## Личная жизнь
7 января 1868 года Реджинальд Брабазон женился на леди Мэри Джейн Мейтленд (15 марта 1847 — 4 ноября 1918) , дочери адмирала Томаса Мейтленда , 11-го графа Лодердейла, и Эмели Янг. У супругов было шестеро детей:
- Бригадный генерал Реджинальд ле Норманд Брабазон, 13-й граф Мит (24 ноября 1869 — 10 марта 1949)[1], старший сын и преемник отца.
- Достопочтенный Артур Лодердейл Ле Норман Брабазон (28 сентября 1872 — 19 апреля 1933)[1], не женат.
- Подполковник Достопочтенный Клод Мейтленд Патрик Брабазон (16 июля 1874 — 14 мая 1959)[1], в 1915 году он женился на Кэтлин Мейтленд, дочери Артура Мейтленда, от брака с которой у него было две дочери.
- Леди Мэри Флоренс Брабазон (16 апреля 1877 — 4 марта 1957)[1], в 1904 году она вышла замуж за подполковника Гарольда Эдварда Шервина Холта.
- Капитан Достопочтенный Эрнест Уильям Мейтленд Молинье Брабазон (22 марта 1884 — 17 июня 1915)[1], женат с 1912 года на Дороти Мэри Рикардо, дочери полковника Хорэса Рикардо. Погиб во Франции во время Первой мировой войны.
- Леди Вайолет Констанс Мейтленд Брабазон (26 сентября 1886 — 21 июля 1936)[1], в 1909 году она вышла замуж за Джеймса Гримстона, 4-го графа Верулама[англ.].